# Дальбергия Барона
Дальбеpгия Баpона, или Палиса́ндр мадагаска́рский (лат. Dalbergia baronii) — деревянистое растение, вид рода Дальбергия (Dalbergia) подсемейства Мотыльковые (Faboideae) семейства Бобовые (Fabaceae)..

## Описание
Листопадное дерево среднего размера, вырастает до 25 м, иногда до 30 м в высоту, но очень часто это короткое дерево без ветвей, высотой до 6 м, иногда до 20 м и диаметром 100 (140) см. Кора беловатая или светло-коричневая с трещинами. Молодые ветви коротки, волосатые, коричневые, старые ветви голые, продольно-полосатые, черновато-коричневые.

## Распространение и экология
Естественные места обитания — равнинные тропические леса на высоте до 150 (600) м, довольно часто произрастает в болотистых районах и вблизи мангровых зарослей. Находится под угрозой исчезновения мест обитания.
Эндемик Мадагаскара. Ареал ограничен восточной частью острова.